# Engertsham (Fürstenzell)
Engertsham ist ein Gemeindeteil des Marktes Fürstenzell im niederbayerischen Landkreis Passau.

## Lage
Engertsham liegt am Sulzbach im Unterbayerischen Hügelland etwa sechs Kilometer südöstlich von Fürstenzell. Die Staatsstraße 2119 führt durch den Ort, östlich davon verläuft die Bundesautobahn 3.

## Geschichte

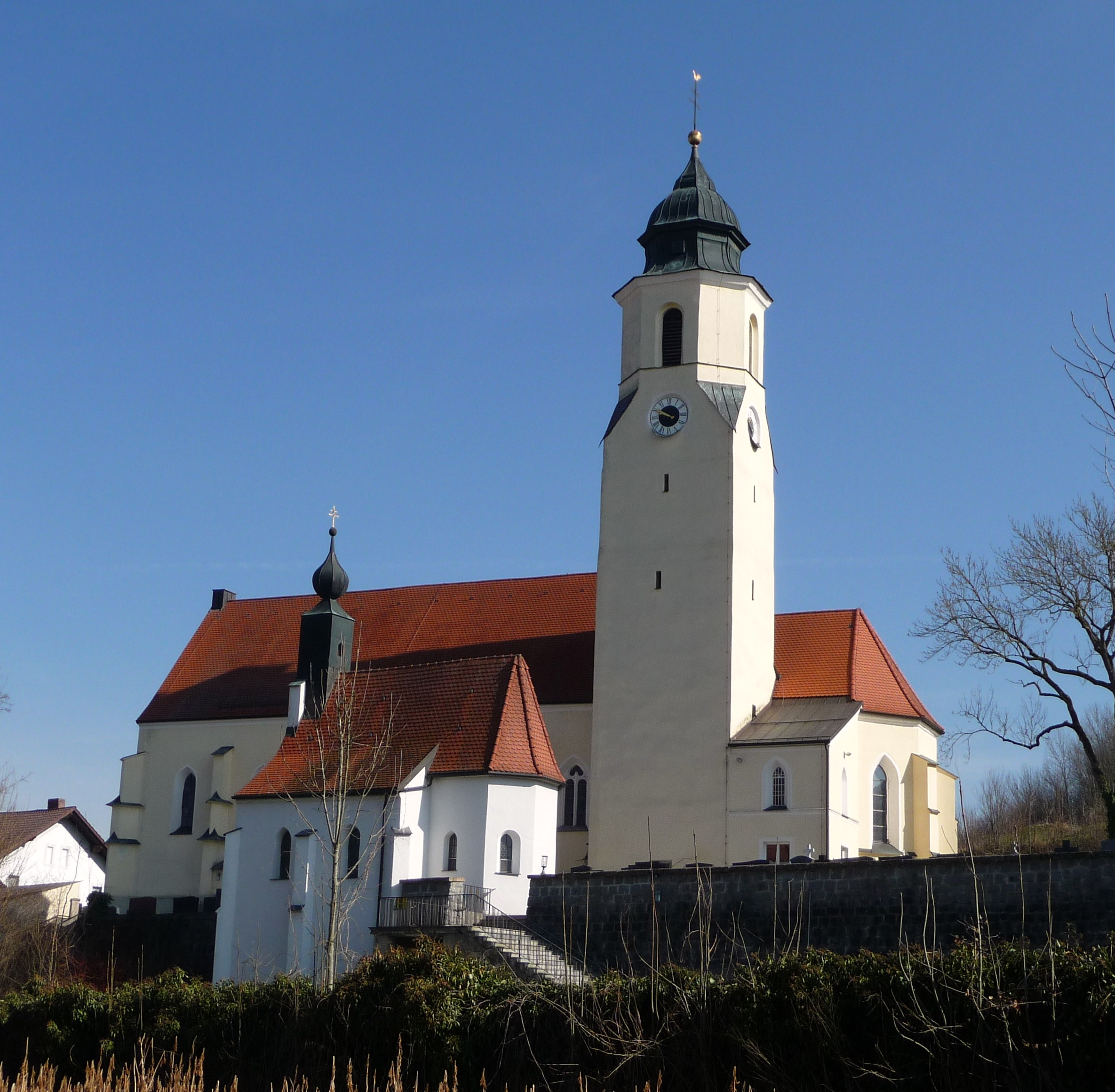
Pfarrkirche St. Michael

Aus dem Jahre 1125 stammt die erste urkundliche Erwähnung des Ortes an der hier vermuteten alten Römerstraße via Augusta. Die Herren von Engertsham traten schon früh im Gefolge der Ortenburger auf. Um 1220 übergab Graf Rapoto II. von Ortenburg dem Domkapitel Passau Besitz in Engilhartsheim.
Engertsham bildete eine Obmannschaft im bayerischen Landgericht Griesbach an der Grenze zur Grafschaft Neuburg. Erst im 18. Jahrhundert entstand aus der Hofmark Inzing heraus, hervorgehend aus dem Wirtsanwesen, die Hofmark Engertsham. Bis zu ihrer Auflösung blieb sie mit der Hofmark Inzing verbunden.
Die Pfarrei Engertsham besteht seit 1803. 1811 wurde aus der Obmannschaft der Steuerdistrikt Engertsham gebildet, aus der die Gemeinde Engertsham hervorging. Sie gehörte bis 1838 zum Landgericht Griesbach und kam dann zum neu errichteten Landgericht Passau II. Das Patrimonialgericht II. Klasse Engertsham wurde 1848 aufgehoben. Mit der Eröffnung der Bahnstrecke Passau–Neumarkt-Sankt Veit mit dem Bahnhof Engertsham im Jahr 1888 erhielt Engertsham einen Eisenbahnanschluss.
Im Zuge der Gebietsreform in Bayern wurde die Gemeinde Engertsham mit Wirkung vom 1. Januar 1972 aufgelöst. Der größte Teil kam zur Gemeinde Fürstenzell, der Gemeindeteil Niederreisching zur Gemeinde Neuhaus am Inn.

## Sehenswürdigkeiten
- Die spätgotische Pfarrkirche St. Michael besitzt am neugotischen Hochaltar ein spätgotisches Relief der 14 Nothelfer.

## Bildung und Erziehung
- Volksschule Fürstenzell (bis 2009 Grundschule Engertsham). Die Grundschule Engertsham ging mit dem Schuljahr 2009/2010 in der Volksschule Fürstenzell auf.
- Kindergarten Engertsham, von der Katholischen Pfarrkirchenstiftung getragen